# 277 (tal)
277 är det naturliga talet som följer 276 och som följs av 278.

## Inom vetenskapen
- 277 Elvira, en asteroid.

## Inom matematiken
- 277 är ett udda tal.
- 277 är ett primtal.